# Kościół Zbawiciela Świata w Szprotawie
Kościół Zbawiciela Świata w Szprotawie – polskokatolicki kościół parafialny znajdujący się w Szprotawie, w dzielnicy Puszczyków, w województwie lubuskim. Należy do diecezji wrocławskiej i dekanatu lubuskiego.
Budowla została wzniesiona w stylu późnoromańskim w XIV wieku. W murze świątyni można zauważyć elementy gotyckie odsłonięte w czasie remontu kościoła. Znajdują się one na północnej stronie elewacji, stanowią je fragmenty gotyckiego lica. We wnętrzu zachował się barokowy ołtarz z figurą Chrystusa ukrzyżowanego.
Świątynia jest otynkowana, wymalowana na biały kolor, jej dach kryty jest czerwona dachówką. Kościół składa się z nawy, apsydy zamykającej prezbiterium oraz małej kruchty.
W 1995 roku kościół został odrestaurowany przez parafię polskokatolicką w Szprotawie, dzięki zaangażowaniu jej proboszcza, księdza Ryszarda Szykuły.